# Thesaurus literaturae botanicae
Thesaurus literaturae botanicae (abreviado Thes. Lit. Bot.) es un libro con ilustraciones y descripciones botánicas que fue escrito por el médico, botánico, archivero y bibliotecario polaco-germano George August Pritzel y publicado en Leipzig en el año 1851 con el nombre de Thesaurus litteraturae botanicae omnium gentium inde a rerum botanicarum initiis ad nostra usque tempora quindecim millia operum recensens. Curavit G. A. Pritzel.